# Эмансипация

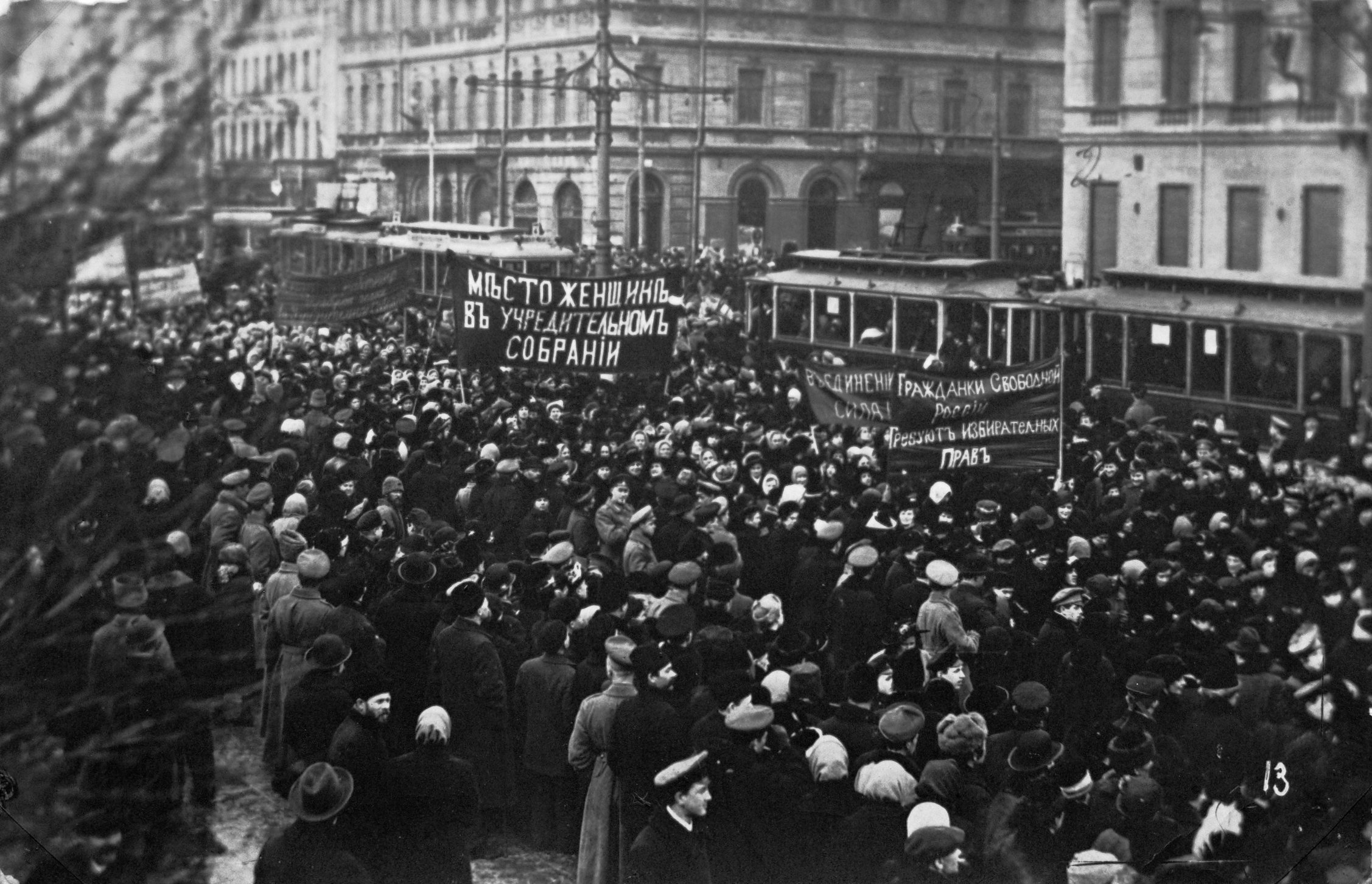
Митинг в Петрограде с требованиями предоставить женщинам право быть избранными (февраль 1917 года)

Эмансипа́ция (от лат. emancipatio) — отказ от юридической и социальной зависимости: например, детей от родителей или женщин от мужчин.
В римском праве эмансипация изначально означала освобождение ребёнка от отцовской власти, однако со временем термин распространился на иные формы отказа от своих прав в отношении зависимого лица. В продолжение XIX века термин «эмансипация» начал приобретать, помимо юридического, и социологический аспект, подразумевая освобождение от зависимости широких групп населения, а не отдельных лиц:
- Эмансипация рабов и крепостных — объявление свободными людьми рабов и крепостных крестьян. См. Прокламация об освобождении рабов, Манифест 19 февраля 1861 года.
- Эмансипация евреев — так назывался процесс освобождения от ограничений в правах представителей еврейского этноса и иудейского вероисповедания.
- Эмансипация женщин — движение за предоставление женщинам равноправия в общественной, трудовой и семейной жизни. Началось с выступлений так называемых суфражисток в пользу женского избирательного права.
- Детская эмансипация — освобождение детей бедноты от непосильного (наравне со взрослыми) труда. Термин использовался в публикациях конца XIX — начала XX веков.

В современном российском законодательстве используется термин «эмансипация несовершеннолетнего», обозначающий объявление его полностью дееспособным посредством решения органа опеки и попечительства либо суда по достижении шестнадцатилетнего возраста.

## В римском праве
Термин emancipatio восходит к римскому праву и происходит от латинского глагола emancipare — «освобождать ребёнка от отцовской власти», или «руки» (корень термина — латинское слово «рука», manus). В более широком смысле эмансипировать кого-либо — значило отказываться от каких-либо полномочий или прав собственности (причём чисто формально эти полномочия и права, как правило, лишь передавались другому лицу, а эмансипированный таким образом обретал не свободу, а нового властителя). Подобное действие — отказ от своих полномочий и передача их другому лицу — было юридическим актом, зафиксированным ещё в Законах двенадцати таблиц.
По мере рецепции римского права эмансипацией стали называть аналогичные действия в других правовых системах (например, в германском праве).

## В Российской Федерации
По Гражданскому кодексу Российской Федерации гражданин при несовершеннолетии может быть объявлен дееспособным после того, как ему выпишут разрешение. Также несовершеннолетний, достигший шестнадцати лет, может быть объявлен полностью дееспособным, если он получит разрешение от всех или имеющихся родителей и работает по трудовому договору, в том числе по контракту, или с согласия родителей, усыновителей или попечителя занимается предпринимательской деятельностью и получил от родителей, усыновителей или попечителя разрешение на эмансипацию.
Объявление несовершеннолетнего полностью дееспособным имеет место также при вступлении несовершеннолетнего в брачный союз, при этом при расторжении брака полная дееспособность сохраняется. Однако при признании брака недействительным суд может принять решение об утрате несовершеннолетним супругом полной дееспособности с момента, определяемого судом. Вступление в брак не является основанием для того, чтобы считать лицо эмансипированным, так как эмансипация и досрочное приобретение дееспособности путём вступления в брак не являются одним и тем же.

## Эмансипация женщин
Эмансипация женщин представляет собой предоставление женщинам равноправия в общественной, трудовой и семейной жизни. Равноправие предполагает право женщин на образование, право избирать и быть избранной в государственные органы власти, право на труд и равную зарплату. Движение за расширение прав и возможностей женщин первоначально называлось феминизмом. У истоков данного движения стояли суфражистки, отстаивавшие женское избирательное право. Так называемый «женский вопрос» нашёл отражение во многих романах XIX века (например, в романе Болеслава Пруса «Эмансипированные женщины»). Подробнее см. История прав женщин и История феминизма.